# Romilda Furlanska
Romilda Furlanska (rojena okoli leta 575 - umrla leta 610), je bila langobardska plemkinja iz Italije, žena vojvode Furlanskega (ok. 590–610) v času vladavine kralja Agilulfa. V zgodovino se je zapisala po zaslugi poročila Pavla Diakona, avtorja  zgodovine Langobardov s konca VIII. stoletja.

## Biografija
Romilda je bila hči Garibalda I. bavarskega vojvode  in langobardske princese Waldrade .
Leta 610 je Romilda med avarsko invazijo na severovzhod Langobardskega kraljestva izgubila moža, vojvodo Gisulfa II., ki je bil po pogumnem odporu proti številčno močnejšim napadalcem pod vodstvom kagana Bajana II. pobit skupaj z večino svojih mož. Z ženskami in otroki se je zatekla v trdnjavo Čedad (Forum Julii), glavno mesto vojvodine Furlanije, kjer so se ji kmalu pridružili preživeli langobardski bojevniki. Avari so prispeli pred Čedad, potem ko so opustošili Furlanijo in blokirali trdnjavo.
Z obzidja Čedada je Romilda opazovala avarskega kagana, popolnoma oboroženega in opremljenega, kako kroži okoli obleganega mesta in preučuje, iz katere smeri bi lahko napadle njegove čete. Ker ga je videla mladega in cvetočega, je poslala sla, da mu sporoči, da mu bo, če se bo poročil z njo, predala mesto skupaj z vsemi v njem. Bajan je sprejel  ponudbo in obljubil, da se bo z njo poročil. Romilda je proti volji ljudstva dala odpreti vrata trdnjave. Ko so avarski konjeniki vstopili v mesto, so izropali Čedad in ga požgali. 
Romilda, "zloglasna vlačuga" (meretrix nefaria), kot jo je imenoval Pavel Diakon v svoji Zgodovini Langobardov, je zaradi ponudbe, ki jo je dala med obleganjem Čedada, preživela noč s kaganom, kot da bi bila mož in žena, a jo je takoj zatem izročil dvanajstim avarskim bojevnikom, ki so jo drug za drugim posilili. Potem ko je Romilda morala prestati to skupinsko posilstvo, Bajan je sredi mesta dal postaviti kol in ukazal, naj jo nabijejo nanj, ter dodal naslednje sramotilne besede: "To je mož, ki si ga zaslužiš!".
Romildini mladi sinovi (dva otroka in dva najstnika) so uspeli pobegniti.
Zdi se, da je bil Pavel Diakon navdihnjen z mitom o Tarpeji.

## Potomci
Romilda je imela z vojvodo Furlanskim Gisulfom II. osem otrok, štiri sinove in štiri hčere:
- Taso, ki je skupaj s svojim bratom Kakom postal furlanski vojvoda;
- Kako, ki je skupaj s svojim bratom Tasom postal furlanski vojvoda;
- Radoald, ki je postal vojvoda Beneventa;
- Grimoald, ki je postal beneventski vojvoda in nato kralj Langobardov;
- Appa, ki se je poročila z vojvodo Alemanov;
- Gaila, ki se je poročila z bavarskim princem;
- hčera XX;
- hčera XY.